# Du und ich (1938, Fritz Lang)
Du und ich (Originaltitel: You and Me) ist ein US-amerikanischer Film von Fritz Lang aus dem Jahr 1938. Der Film vereint Elemente des Gangsterfilms und des Musikfilms mit einer romantischen Komödie.

## Handlung
Jerome Morris, Inhaber eines großen Kaufhauses, stellt auf Bewährung freigelassene Straftäter ein, um ihnen eine Chance zur Resozialisierung zu bieten. Unter den 2500 Angestellten seines Kaufhauses befinden sich fünfzig Ex-Häftlinge, die sich größtenteils untereinander nicht kennen. Einer von ihnen ist Joe Dennis. Joe möchte seine Stelle im Kaufhaus aufgeben und nach Kalifornien ziehen, um nicht mehr in der Nähe seiner Arbeitskollegin Helen Roberts sein zu müssen. Er hat sich in sie verliebt, wagt es aber nicht, um ihre Hand anzuhalten, da er ihr seine Vergangenheit anvertraut hatte. Seine Bewährungsauflagen, zu denen es gehörte, nicht heiraten zu dürfen, sind allerdings inzwischen abgelaufen. Nach einem fröhlichen Abend im Tanzlokal überzeugt Helen Joe, sie noch in derselben Nacht in einem Büro für „Blitzheiraten“ zu ehelichen. Sie verschweigt ihm dabei, dass auch sie aus dem Gefängnis kommt und immer noch unter ihren Bewährungsauflagen steht – sie dürfte gar nicht heiraten. Als die Frischverheirateten in die Wohnung von Helen zurückkehren, steht plötzlich das Vermieter-Ehepaar in der Tür und will sie wutentbrannt hinauswerfen. Sobald Helen sie über ihre Heirat aufgeklärt hat, sind die Vermieter aber wie verwandelt und zeigen sich – auch im weiteren Verlauf des Films – vom jungen Paar entzückt.
Da Helen vermeiden möchte, dass ihr Verstoß gegen die Bewährungsauflagen auffliegt, beschwört sie Joe, niemandem im Kaufhaus von ihrer Heirat zu erzählen. Joe ist erstaunt, lässt sich aber von Helen beschwichtigen, die behauptet, es sei eine Regel von Mr. Morris, dass seine Angestellten untereinander nicht heiraten dürften. Mit der Zeit wird Joe jedoch misstrauisch: Zufällig wird er auf ein anderes Ehepaar unter den Angestellten aufmerksam, das seine Ehe nicht verheimlicht, und als er Helen einmal ihren Bademantel bringt, fällt ein Bündel Papiere aus der Schublade, das sie ihn nicht anschauen lassen möchte – dies, da es ihr Bewährungsdokument enthält. Joe denkt an Liebesbriefe und läuft verstört hinaus in den Regen, da er erstmals das Gefühl hat, Helen sei ihm gegenüber nicht ehrlich.
Von einem ehemaligen Gefängnisgenossen lässt sich Joe zu einem Treffen überreden. Mehrere Angestellte des Kaufhauses planen einen Raubzug auf dieses. Als Joe zunächst nichts davon wissen will, klären sie ihn über Helens Vergangenheit auf. Schwer enttäuscht und voller Wut auf Helen, schließt er sich der Gang an. Deren Anführer engagiert vorsorglich einen Anwalt für den Fall, dass etwas schiefgeht – dieser jedoch setzt unverzüglich Mr. Morris vom geplanten Kaufhausraub in Kenntnis. Ein anderes Gangmitglied, Gimpy, ist mit Joe befreundet und sieht mit Missfallen, wie dieser in die Sache hineingezogen wird. Er ruft Helen an und fordert sie auf, Joe am Abend der geplanten Tat zu beschäftigen, sodass er nicht ausgehen könne. Eigentlich möchte er nicht verraten, worum es geht, ist aber so unbeholfen, dass Helen schnell dahinterkommt. Gimpys Wunsch kann sie nicht nachkommen, da Joe nicht mehr mit ihr spricht. Auch Helen geht zu Morris, um ihn zu warnen.
Als die Gang ins Kaufhaus eindringt, finden sie sich von bewaffneten Angestellten Morris’ umstellt, überrumpelt und entwaffnet. Morris hält ihnen eine Strafpredigt – will sie aber nicht zurück ins Gefängnis schicken. Helen habe ihn beredet, sie nicht verhaften zu lassen, und er wolle sie lieber weiterhin für sich arbeiten lassen, statt als Steuerzahler für ihre Haft aufkommen zu müssen. Im Anschluss rechnet Helen den verblüfften Verbrechern an einer Wandtafel vor, dass sich „Verbrechen nicht auszahlt“ – in Dollars und Cents. Sie zeigt ihnen auf, dass von der erwarteten Beute nach Abzug aller Unkosten für den einzelnen Gangster nur noch ein bescheidener Betrag übriggeblieben wäre, für den sich das Risiko nicht gelohnt hätte. Die Gangster sind überzeugt und zeigen sich begeistert von Helens Klugheit. Joe jedoch ist immer noch wütend auf sie: „Ich war auch nicht toll, aber ich hab's dir gesagt. Ich habe nicht gelogen und betrogen.“ Helen stürmt aus dem Kaufhaus; Joe bleibt, nachdem auch der Rest der Bande gegangen ist, alleine im nächtlich verlassenen Kaufhaus zurück.
Der Film schließt mit einem Happy End: Joe besinnt sich anders, nimmt im Kaufhaus ein Parfüm für Helen mit – nicht ohne den Kaufbetrag ordnungsgemäß zu verbuchen und sich eine Quittung auszustellen – und kann sie schließlich nach einigen weiteren Wirren im Krankenhaus in die Arme schließen, wo sie inzwischen sein Baby geboren hat. Ihr verständnisvoller Bewährungshelfer ließ ihren Verstoß gegen die Bewährungsauflagen durchgehen; sie müssen jedoch nochmals heiraten, da ihre ursprüngliche Eheschließung nicht gültig war. Die ganze Ex-Verbrecherbande umringt sie gratulierend.

## Musik
Die Filmmusik stammt von Kurt Weill und beinhaltet die Lieder Song of the Cash Register, Knocking Song, The Right Guy for Me, Romance of a Lifetime und We're the Kind of People Who Sing Lullabies. The Song of the Lie respektive Song of Lies entfiel in der endgültigen Schnittfassung des Films. Die Liedtexte stammen von Sam Coslow und Johnny Burke. Da Kurt Weill die Filmproduktion vorzeitig verließ, wurde der Soundtrack von Boris Morros fertiggestellt.
Das erste Lied, der Song of the Cash Register, eröffnet den Film mit einem unsichtbaren Sänger, der zu einer schnellen Folge von Bildern, die Ideen und Begriffe illustrieren, mit dem Refrain „You can't buy something for nothing“ zum Ausdruck bringt, dass nichts gratis zu haben sei. Eine immer schnellere Aufzählung all der zu kaufenden Dinge nimmt manisch-absurden Charakter an: „Käse und Rosen, Schneeschuhe und Statuen, Parfums und Pistolen! Flöten und Dynamos, Mülleimer, Fächer, Lutscher und Ziegelsteine!“ Kurt Weill selbst gefiel dieser Song am besten, wobei er glaubte, man werde ihn streichen – „den verstehen sie natürlich alle nicht (außer Lang)“.

## Produktion
Fritz Langs Vertrag mit Paramount erlaubte es ihm, seinen Film selbst zu produzieren, wobei er große künstlerische Freiheit genoss. Die Hauptdarstellerin Sylvia Sidney, die bereits zweimal als Hauptdarstellerin in Filmen von Lang aufgetreten war, hatte ihn als Regisseur vorgeschlagen, da sie nicht mit dem vorgesehenen Regisseur Richard Wallace einverstanden war. Wallace seinerseits sollte den Film anstelle von Norman Krasna drehen, dem Verfasser des ursprünglichen Treatments.

## Rezeption
Der Film war ein kommerzieller Misserfolg und erntete schlechte zeitgenössische Kritiken. So äußerte sich Graham Greene negativ über das Drehbuch; die Experimente mit Versen und Sprechgesang seien nichts als die „verzweifelten Verdrehungen“ eines Regisseurs, der in den „laokoonischen Windungen eines unmöglichen Drehbuchs“ gefangen sei. Eine positive zeitgenössische Rezension verfasste Pem (Paul Marcus), der Du und ich als „Vorstoss auf ein ganz neues Filmgebiet“ wertete. Pem hebt den Filmanfang mit dem Song of the Cash Register hervor: „Da blitzen alle Schönheiten und Notwendigkeiten des Lebens im Bilde auf und die Stimme des unsichtbaren Sprechers sagt die einfache Moral dazu“. Auch lenke Lang in dem Film „eine große Menge wunderbarer Typen knapp und sicher“, was zu seinen „Selbstverständlichkeiten“ gehöre.
Fritz Lang selbst hielt Du und ich für misslungen. Gemäß Lang sei er ein wenig von Bertolt Brecht beeinflusst gewesen, als er den Film drehte, sodass er im Sinne eines Brechtschen Lehrstückes einen didaktischen Film schaffen wollte, der dem Zuschauer vermittelt, „that crime doesn’t pay – which is a lie, because crime pays very well“. In der Folge des kommerziellen Misserfolgs von Du und ich konnte Lang in Hollywood nie mehr mit vergleichbaren Freiheiten arbeiten.
Das Lexikon des internationalen Films bezeichnet den Film als ein bitter-süßes Lehrstück, „das nicht ganz stringent, aber gerade dadurch reizvoll von der Eigengesetzlichkeit der Warenwelt und dem trügerischen Streben nach Sicherheit erzählt“. Auch im Chicago Reader findet sich eine positive neuere Rezension, die Du und ich als einen der experimentellsten Filme, die im Hollywood der 1930er Jahre entstanden, auffasst, und ihm einen „unverkennbar skeptischen Blick auf die kapitalistische Kultur als Ganzes“ zuschreibt.

## Belege
1. 1 2 3  You and Me (1938). The Kurt Weill Foundation for Music, archiviert vom Original am 22. Juni 2015; abgerufen am 22. Juni 2015 (englisch).
2. 1 2  Thomas Willmann in: Booklet zur DVD Du und ich, S. 8. Koch Media 2010 (Film Noir Collection; 6).
3. 1 2  Barry Keith Grant (Hrsg.): Fritz Lang Interviews. University Press of Mississippi, Jackson 2003, ISBN 1-57806-576-3, S. 105.
4. ↑  Thomas Willmann in: Booklet zur DVD Du und ich, S. 3. Koch Media 2010 (Film Noir Collection; 6).
5. ↑  Zeughauskino. Deutsches Historisches Museum, abgerufen am 22. Juni 2015.
6. ↑  Thomas Willmann in: Booklet zur DVD Du und ich, S. 4. Koch Media 2010 (Film Noir Collection; 6).
7. 1 2  Ben Sachs: Fritz Lang's only romantic comedy still displays his skepticism. In: Chicago Reader. 12. Juni 2012, abgerufen am 22. Juni 2015 (englisch).
8. ↑  „the desperate contortions of a director caught in the Laocoon coils of an impossible script“; Graham Greene in The Spectator, zitiert nach: William Ahearn: You and Me. 2013, abgerufen am 22. Juni 2015.
9. 1 2 3  Pem / Paul Marcus, Pariser Tageszeitung vom 30. Juni 1938, zitiert nach: Zeughauskino. Deutsches Historisches Museum, abgerufen am 22. Juni 2015.
10. ↑  Thomas Willmann in: Booklet zur DVD Du und ich, S. 10. Koch Media 2010 (Film Noir Collection; 6).
11. ↑  Du und ich. In: Lexikon des internationalen Films. Filmdienst, abgerufen am 22. Juni 2015.